# Parroquia de Nuestra Señora de los Dolores (Sevilla)
La parroquia de Nuestra Señora de los Dolores es un templo católico de la ciudad española de Sevilla.

## Historia
El barrio del Cerro del Águila fue creado en la década de 1920 para albergar a los obreros que llegaron a Sevilla para trabajar en la construcción de las infraestructuras que se levantaron en la ciudad para el desarrollo de la Exposición Iberoamericana de 1929. Para atender las necesidades espirituales de estos primeros habitantes fue levantada una pequeña capilla en la actual avenida de Hytasa.
La parroquia fue creada el 2 de febrero de 1943 por decreto del cardenal Segura. Para ello se escindieron terrenos de la feligresía de San Bernardo, cuyo templo dista tres kilómetros del barrio dificultando a los, por entonces, 11.000 feligreses de la nueva parroquia la integración en la vida pastoral de San Bernardo. En el mismo año la procesión anual en el mes de septiembre de Nuestra Señora de los Dolores, a la que se considera patrona del barrio.
En 1953, la parroquia se traslada a un nuevo edificio, levantado según diseño de Aurelio Gómez Millán. Este templo sufriría problemas estructurales en la década de los 90 que llevaron a su cierre definitivo en 1997. Dos años después, en el mismo solar, es colocada la primera piedra del edificio que hoy conocemos. Mientras duran las obras, la casa de Hermandad de la Virgen de los Dolores del Cerro acoge la vida parroquial.
El actual templo fue consagrado el 15 de septiembre de 2002 por el cardenal Amigo Vallejo. En la misma ceremonia fue coronada canónicamente la imagen de la titular, Nuestra Señora de los Dolores.
En 2018 se celebran una serie de actos conmemorativos de 75.º aniversario fundacional, anunciados por un cartel de Adrián Riquelme. Fueron inaugurados el 2 de febrero con una misa estacional presidida por el arzobispo Juan José Asenjo. Incluyeron una exposición fotográfica, un concierto de la Sociedad Filarmónica Nuestra Señora de las Nieves de Olivares y la procesión extraordinaria de la Virgen de los Dolores el 15 de septiembre, que finalmente a causa de la lluvia no pudo realizarse. Igualmente, las portadas del Corpus fueron dedicadas a dicha parroquia.

## Patrimonio
Las obras de mayor interés artístico del templo son las imágenes titulares de la Hermandad de la Virgen de los Dolores del Cerro. El Santísimo Cristo del Desamparo y Abandono es un crucificado del círculo de Francisco de Ocampo cedido a la Hermandad por la Diputación Provincial. El Señor de la Humildad es un Cristo con la cruz a cuesta tallado por Juan Manuel Miñarro, quien también firma la imagen de San Juan Evangelista. La titular del templo, Nuestra Señora de los Dolores, fue esculpida por Sebastián Santos en 1955.
También tiene su sede en el templo la Hermandad de Nuestra Señora del Rocío, cuyo simpecado fue bordado por Francisco Carrera Iglesias.